# Czarnowron
Czarnowron, wrona czarna, wroniec (Corvus corone corone) – podgatunek wrony siwej, średniej wielkości ptaka z rodziny krukowatych (Corvidae), częściowo osiadły.

## Występowanie
Zamieszkuje wilgotne środowisko Europy Zachodniej i Południowej. Stąd rozprzestrzenił się dalej na północny wschód. Granica zasięgu przebiega zasadniczo między Łabą a Odrą. Sięga Szlezwika-Holsztynu, Łaby, Wełtawy, Austrii i wschodnich Włoch.
W Polsce sporadycznie pojawia się głównie w zachodniej części kraju, gniazduje tylko wyjątkowo. Może krzyżować się z wroną siwą, dając płodne potomstwo.
W Europie Środkowej w pasie o szerokości kilkudziesięciu kilometrów (70–150 km) o rozciągnięciu południkowym czarnowron występuje wraz z wroną siwą. To powoduje powstawanie tu mieszanych par i mieszańców z różnym udziałem w upierzeniu barwy czarnej i szarej. Ewolucja nie preferuje żadnego z tych gatunków, a i mieszańce nie wykazują większego dostosowania adaptacyjnego do panujących warunków, toteż ta niewyraźna linia graniczna między nimi pozostaje od lat bez zmian. W innym przypadku bardziej ekspansywna forma rozprzestrzeniłaby się stopniowo na terytorium drugiej z nich. Czasem jednak spotyka się osobniki jednego gatunku w głębi areału zamieszkiwanego przez drugi. Są to głównie osobniki młode, które jeszcze nie założyły własnych gniazd i prowadzą koczowniczy tryb życia. Znajdują w nowych warunkach inaczej upierzonych partnerów i osiadają tam już na stałe.
Czarnowron uznawany jest przez niektóre ujęcia systematyczne za podgatunek wrony siwej (C. corone) lub za odrębny gatunek (wraz z podgatunkiem orientalis ze środkowej i wschodniej Azji). Badania z roku 2003 (Parkin et al.) wykazały, że ze względu na znaczne różnice w upierzeniu, kojarzenie selektywne oraz zmniejszoną genetyczną żywotność mieszańców, wrona i czarnowron powinny być traktowane jako dwa osobne gatunki. Przyczyną jego powstania była epoka lodowcowa. Jednak nie wszyscy autorzy podzielają ten pogląd i zachodzi potrzeba dalszych badań.

## Charakterystyka

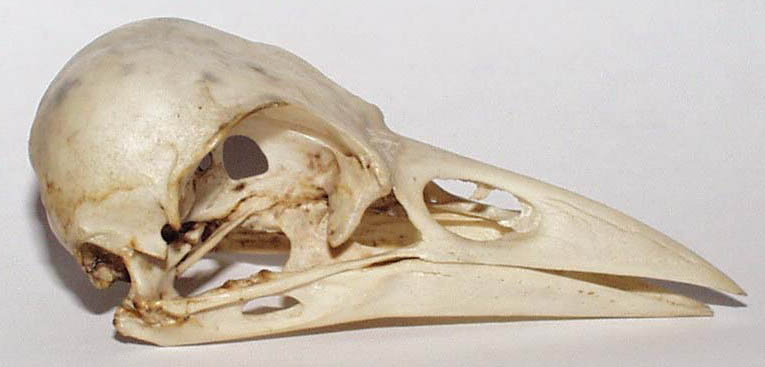
Czaszka czarnowrona

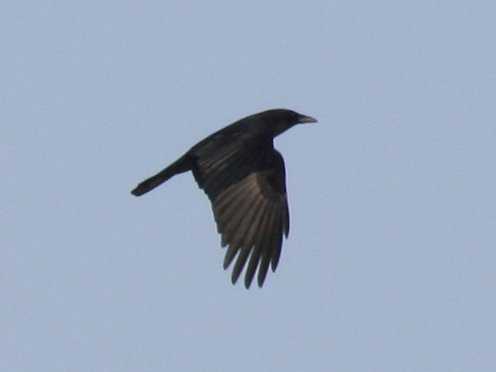
Czarnowron w locie

### Cechy gatunku
Cały czarny z zielonkawym połyskiem. Dziób również czarny, masywny, silny i nieco zakrzywiony na czubku. Mało płochliwy i bardzo szybko przystosowuje się do terenów zurbanizowanych i obecności człowieka. Upierzenie dobrze przylega do ciała. Bardzo przypomina gawrona, ale różni się od niego nieco sylwetką – płaskim czołem i grubym, mniej zaostrzonym dziobem oraz brakiem niebieskiego połysku. Gdy leci, ma bardziej prostokątne skrzydła, równo szerokie i z szeroką podstawą. W powietrzu silnie i regularnie nimi uderza. W przeciwieństwie do gawrona nie szybuje i nie krąży tak często. Ma bardziej prostokątny ogon niż kruk. Przeważnie spotyka się go pojedynczo lub w mniejszych grupach.
| długość ciała | rozpiętość skrzydeł | masa ciała |
| ------------- | ------------------- | ---------- |
| 45–50 cm      | 90–100 cm           | 0,6–0,7 kg |

### Głos
Wydaje drażniące krakanie – chrapliwe „krarr krarr”.

## Biotop

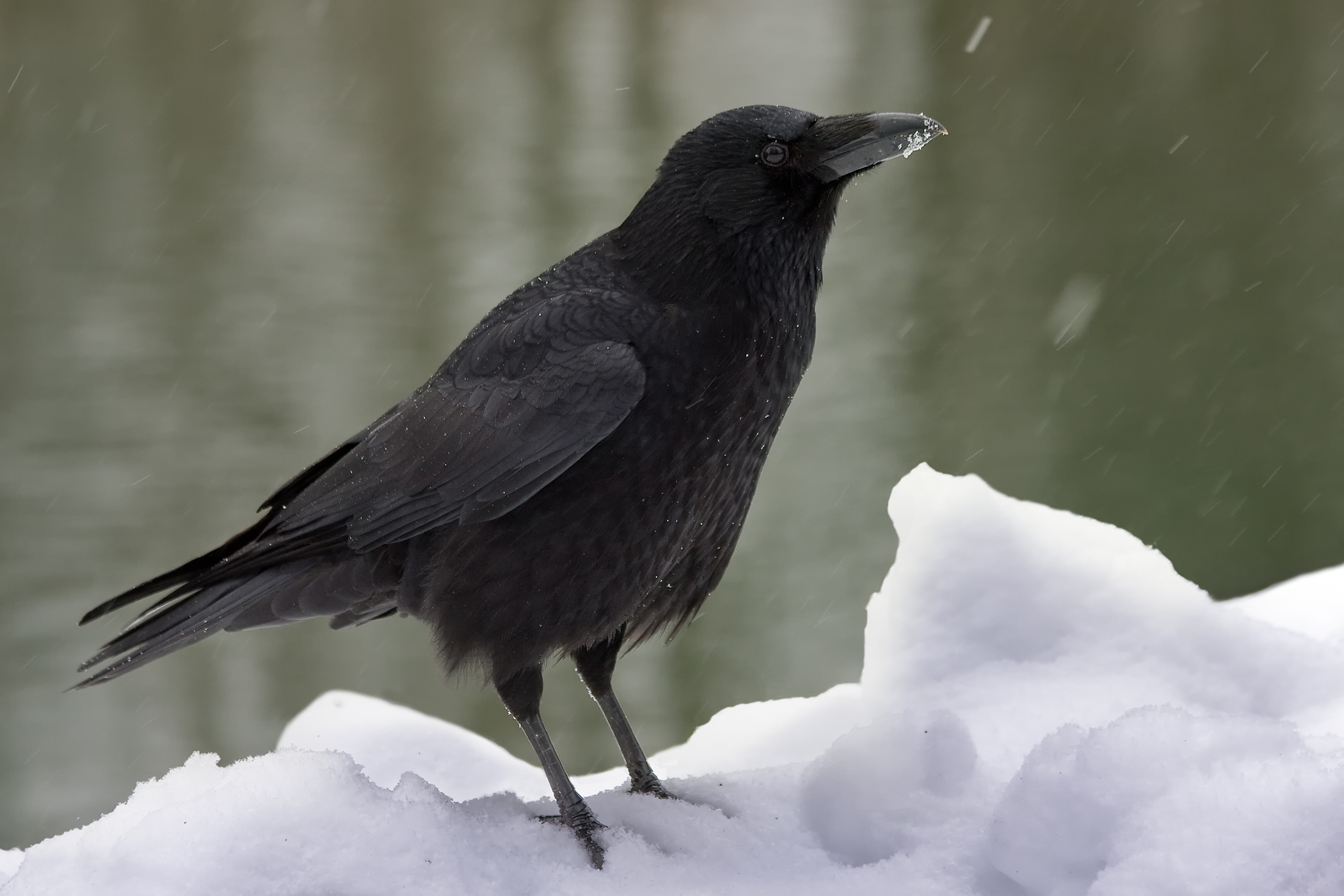
Czarnowrona sporadycznie spotyka się w zachodniej Polsce

Zamieszkuje zadrzewienia śródpolne i skraje wielkich lasów, zadrzewień śródpolnych, otwarte tereny typu parkowego z mozaiką śródpolnych lasów z pastwiskami, polami, kępami i alejami drzew, ogrodami i łąkami oraz parki, zadrzewienia miejskie. Rzadziej przebywa na samotnych drzewach w krajobrazie rolniczym. Nie unika większych drzewostanów, choć lęgnie się tylko na ich skraju. Nie wykazują wymagań dotyczących wysokości nad poziomem morza.
Preferuje lokowanie terenów lęgowych w pobliżu zbiorników wodnych, gdzie na ich brzegach często poszukuje pokarmu. Jest ptakiem wszędobylskim, toteż przystosował się do życia w miastach, gdzie spotyka się często go na wysypiskach śmieci. Zimą w towarzystwie wron zalatuje na pola i w pobliże osiedli ludzkich, gdzie znajduje się więcej łatwiejszego do zdobyciu pokarmu. Ostatnio pospolity w dużych miastach.

## Okres lęgowy

### Gniazdo
Gniazdo zbudowane jest z patyków, gałązek, wylepione gliną, a wyściełane włosiem, trawami i innymi roślinami. Umieszczone w koronie drzewa w rozwidleniu konarów. W przeciwieństwie do gawronów czarnowrony nie zawsze gnieżdżą się pojedynczo na drzewach. Partnerzy pozostają sobie wierni do końca życia jednego z nich.

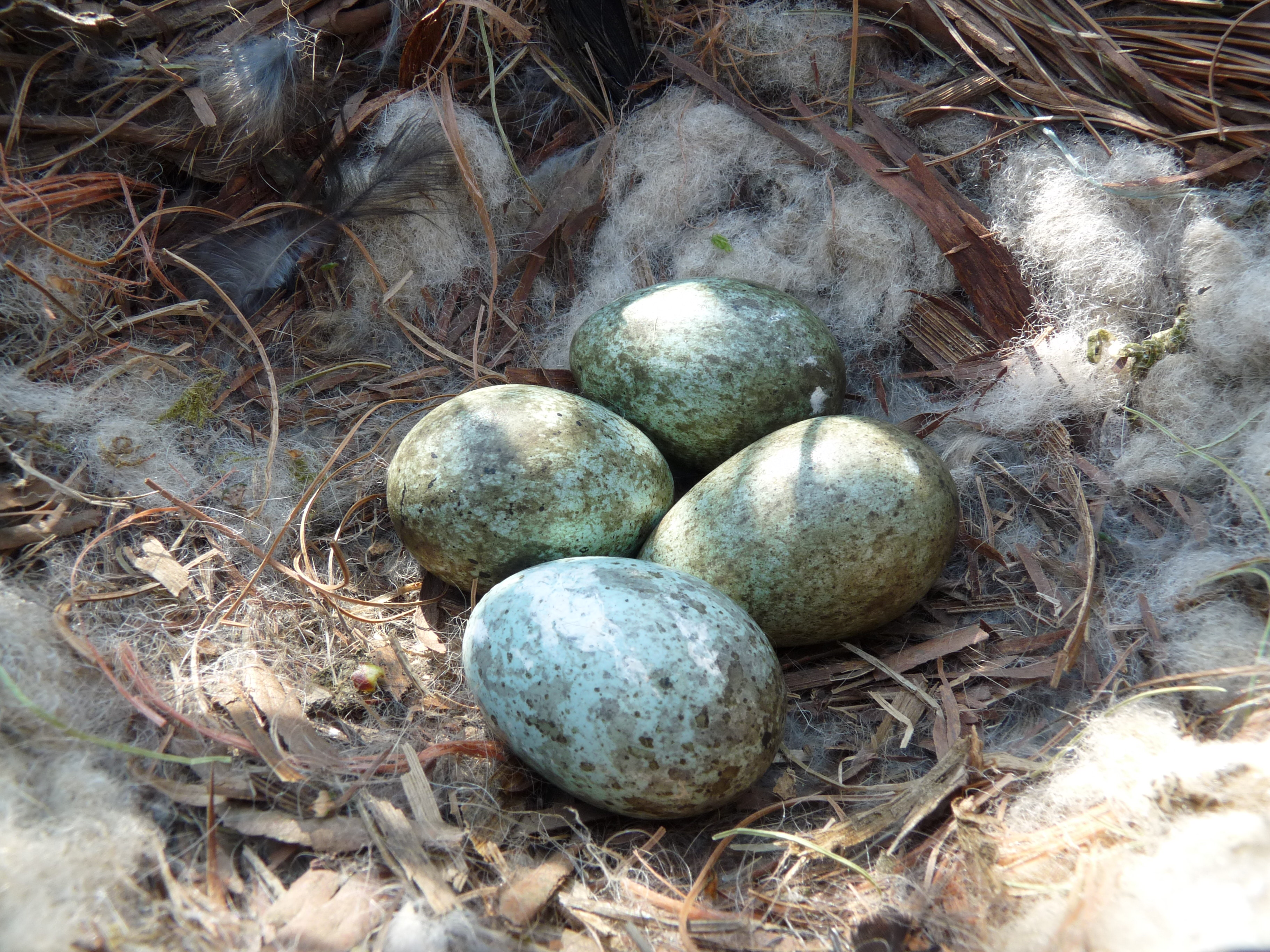
Jaja czarnowrona

### Jaja
W ciągu roku wyprowadza jeden lęg, składając w połowie kwietnia 4–6 zielonkawych jaj z brązowym nakrapianiem.

### Wysiadywanie
Wysiadywanie jaj trwa 18–21 dni. Pisklęta opuszczają gniazdo po 28–35 dniach. Rodzice otaczają potomstwo troskliwą opieką. Gdy partnerka siedzi na jajach lub opiekuje się młodymi, samiec niestrudzenie dostarcza pokarm. Po pewnym czasie, gdy te podrosną, matka również zaczyna przynosić im pożywienie. Początkowo dostają owady i ich larwy, a później myszy, pisklęta innych ptaków i młode małe ssaki.

## Pożywienie
Wszystkożerny, jednak głównie pokarm zwierzęcy – drobne ssaki, ptaki, owady, dżdżownice, również padlina i odpadki ze śmietników. Dodatkowo nasiona.

## Ochrona
Na terenie Polski czarnowron jest objęty ścisłą ochroną gatunkową.